# Stachys affinis
Stachys affinis, in het Nederlands doorgaans benoemd als crosne, Japanse andoorn of Chinese artisjok, is een overblijvende plant binnen de familie van de lipbloemen afkomstig uit China. De knollen zijn eetbaar.

## Etymologie
De term crosne komt van het Franse dorpje Crosne, waar de plant voor het eerst in Europa zou gecultiveerd worden.

## Oorsprong
De Japanse andoorn komt oorspronkelijk uit Noord-China en wordt al eeuwenlang gekweekt in China en Japan. Sinds de 19e eeuw wordt de plant verbouwd in Frankrijk, en sinds de jaren '80 van de 20e eeuw in Maleisië. In mindere mate wordt de plant gecultiveerd in verscheidene landen, waaronder India, Korea, België en Duitsland.